# Rossella fibulata
Rossella fibulata är en svampdjursart som beskrevs av Schulze och James Barrie Kirkpatrick 1910. Rossella fibulata ingår i släktet Rossella och familjen Rossellidae. Inga underarter finns listade i Catalogue of Life.